# Karel Loprais

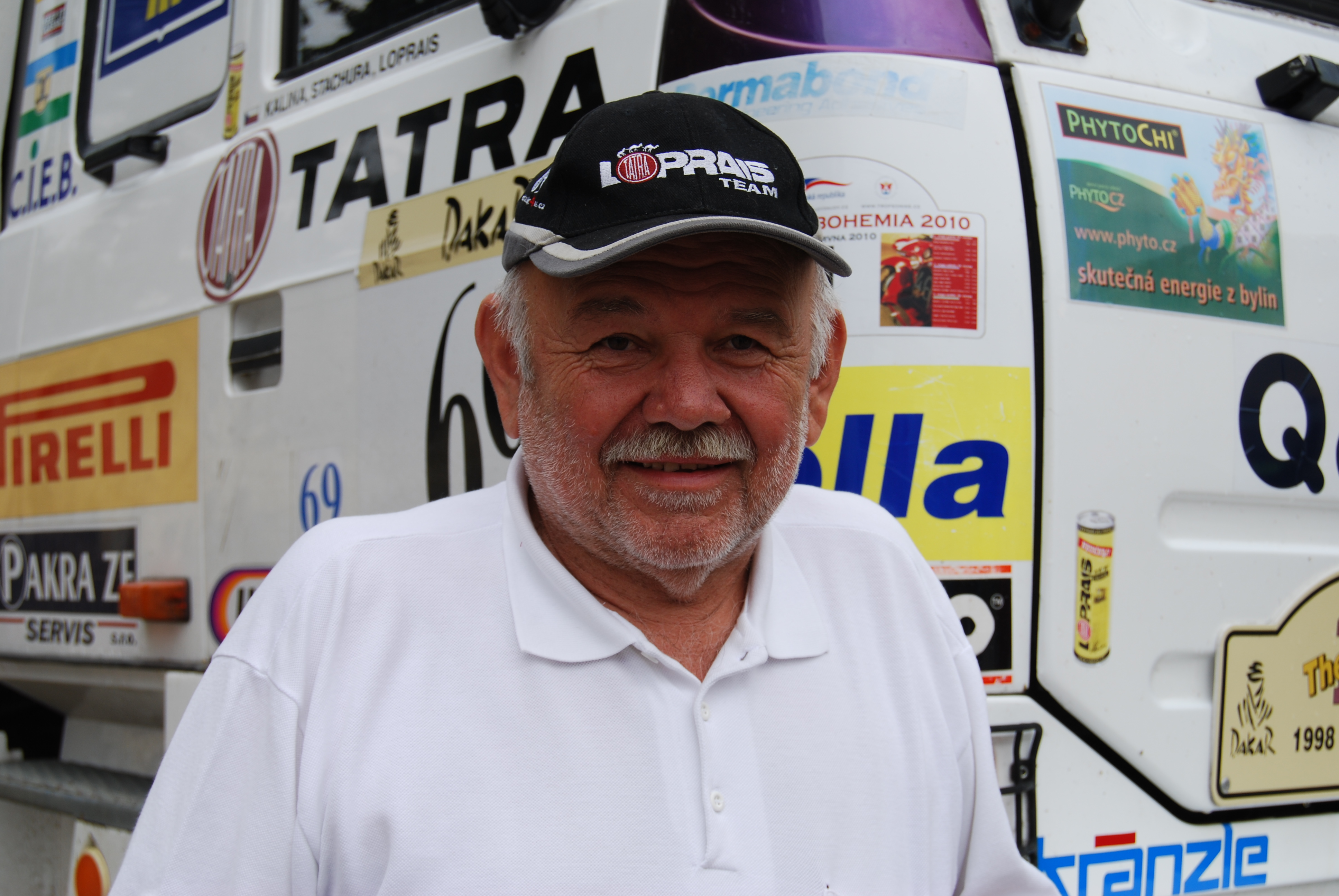
Karel Loprais

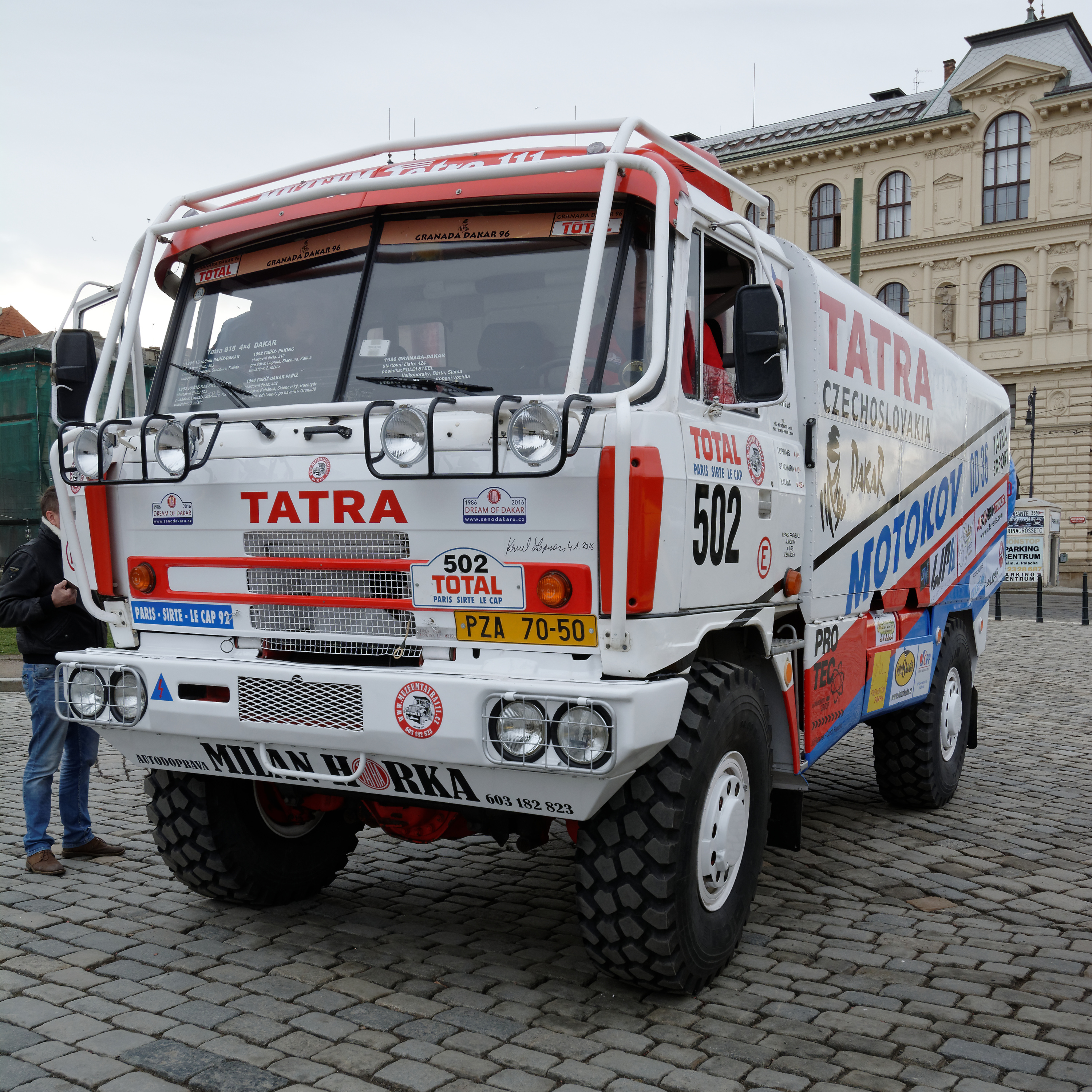
Tatra 815 von Karel Loprais 1992

Karel Loprais (* 4. März 1949 in Ostrava; † 30. Dezember 2021) war ein tschechischer Rallyefahrer und sechsfacher Sieger der Rallye Dakar in der Kategorie der Trucks.

## Erfolge
Loprais arbeitete als Testfahrer bei Tatra. Er startete insgesamt 19-mal in der Rallye Paris-Dakar und erlangte am Steuer der Tatras sechsmal den ersten (1988, 1994, 1995, 1998, 1999 und 2001), viermal den zweiten (1987, 1996, 2000 und 2002) und einmal den dritten Platz (1992).
Neben der Rallye Dakar nahm Loprais 1993 an der Rallye Paris–Moskau–Peking (3. Platz), 1995 an der Master Rallye (4. Platz) und 1999 und 2000 an der UAE Desert Challenge (3. Platz; bzw. 2. Platz) teil. 

## Privates
Loprais war verheiratet und hat zwei Söhne. Sein Neffe Aleš Loprais ist ebenfalls ein erfolgreicher Rallye-Pilot. Karel Loprais starb nach einer SARS-CoV-2-Infektion am 30. Dezember 2021 im Alter von 72 Jahren in einem Krankenhaus in Nový Jičín.